# Tyrannotitan
Tyrannotitan là một chi khủng long theropoda ăn thịt lớn đi bằng hai chân thuộc họ Carcharodontosauridae sống vào thời kỳ tầng Apt của thời kỳ Creta sớm, và được phát hiện tại Argentina. Nó là họ gần của các chi khủng long ăn thịt lớn khác như Carcharodontosaurus, và đặc biệt là Giganotosaurus và Mapusaurus. 